# Čertův dub (Hrádeček)
Čertův dub u Třeboně (také známý jako Krčínův dub) je památný strom, který roste na hrázi zaniklého rybníka Hrádeček. Obvodem je největším dubem původní hráze, svému atypicky tvarovanému kmeni vděčí za pověst. Strom (respektive všechny duby na hrázi bývalého Hrádečku) byl chráněn v první polovině 20. století Památkovým úřadem v Praze, i nyní je evidován jako památný strom. 

## Základní údaje
- název: Čertův dub, Krčínův dub
- druh: dub letní (Quercus robur)[5]
- výška: 20 m (2005)[5]
- obvod: 619 cm (2005)[5]
- věk: ? (zhruba 400 let podle pověsti)
- chráněn: 1. pol. 20. století památkovým úřadem
- památný strom ČR: pravděpodobně není vyhlášen
- umístění: kraj Jihočeský, okres Jindřichův Hradec, obec Třeboň
- souřadnice: 48°59'46.3"N, 14°47'5.7"E

Dub roste na hrázi bývalého rybníka Hrádeček, konkrétně u rybníčku Malý Hrádeček (v jižním cípu 4 kilometry dlouhé naučné Stezky zdraví Hrádeček, která je doplněna na jednotlivých zastaveních atrakcemi "Tomových parků"). Kmen je nízko nad zemí výrazně soudkovitě ztloustlý a porostlý mechem. Patrné jsou chodbičky tesaříka obrovského (Cerambyx cerdo). Krom hráze rostly ještě další staré duby u lesa pod rybníkem Kaprovým. Ty ale byly vykácené roku 1940 (3 z celkových 13 již byly suché).

## Historie a pověsti
Rybník Hrádeček jako první navrhl vybudovat Štěpánek Netolický, vyměřen byl ale teprve v roce 1554 Jarohněvem Sádlem z Vražného. Samotné vybudování rybníka probíhalo v letech 1566–1572 pod vedením Mikuláše Rutharta z Malešova. Pojmenován byl po malé pevnosti, která původně sloužila jako část městské obrany. Kvůli rašelinnému podloží byly s rybníkem potíže, hráze prosakovaly a bortily se. Potíže řešil Jakub Krčín z Jelčan, ale ani on neměl příliš štěstí. Objevily se další potíže – nedostatek vody pro napuštění, sesuv části hráze roku 1573. Znovu se hráz protrhla roku 1602, opět při povodních 1604. Během třicetileté války nebyly prostředky na údržbu tak velkého rybníka (688 ha) a Hrádeček zpustl. Zarostlé dno se využívalo jako pastviny. K obnově došlo za Schwarzenbergů v letech 1681–1684. Staré problémy se ale objevily znovu. Rybník se špatně napouštěl, voda byla příliš železitá a chladná, výnosy špatné. Proto byl před rokem 1779 zrušen a později zalesněn. Hráz byla z části snížena a rozebrána, materiál použitý pro zesílení valů u městských bran a při stavbě železnice Praha – Vídeň roku 1870. Dnešní Malý Hrádeček byl založený roku 1903.
Říkalo se, že Jakub Krčín z Jelčan pro svou krutost k lidem propadl peklu. Čert ho noc co noc zapřahal do pluhu a devítiocasým pekelným bičem ho hnal po hrázích rybníků, které rybníkář za živa založil. Krčínovo kvílení bylo prý po nocích slyšet až do Třeboně a práskání čertovského biče nahánělo strach nočním opozdilcům. Za jedné noční bouře, kdy pro hustý déšť nebylo na krok vidět, dojelo pekelné spřežení až na hráz rybníka Hrádeček. Jenže ten založil Mikuláš Ruthard. Kletba byla zlomena, čertovský řetěz praskl, Krčín byl volný a z posledního článku řetězu vyrostl dub. Dub, který dodnes tvarem svého kmene onen článek řetězu připomíná.